# Otto Lasanen
Otto Abraham Lasanen (Kuopio, 14 aprile 1891 – Asikkala, 25 luglio 1958) è stato un lottatore finlandese, specializzato nella lotta greco-romana.

## Palmarès

### Olimpiadi
- Bronzo a Stoccolma 1912 nella lotta greco-romana, pesi piuma.